# Cyclophora ruficiliaria
The Jersey Mocha (Cyclophora ruficiliaria),là một loài bướm đêm thuộc họ Geometridae. Loài này được tìm thấy ở châu Âu.
Sải cánh dài 25–30 mm. Con trưởng thành bay từ tháng 4 đến tháng 9 tùy theo địa điểm.
Ấu trùng ăn Oak.